# Centro Menorah
Il Centro Menorah (in ucraino Центр «Менора»?; in russo Менора, Днепр?) di Dnipro, in Ucraina è il centro culturale e commerciale della comunità ebraica cittadina. Viene considerato uno tra i maggiori centri multifunzionali ebraici mondiali.

## Storia

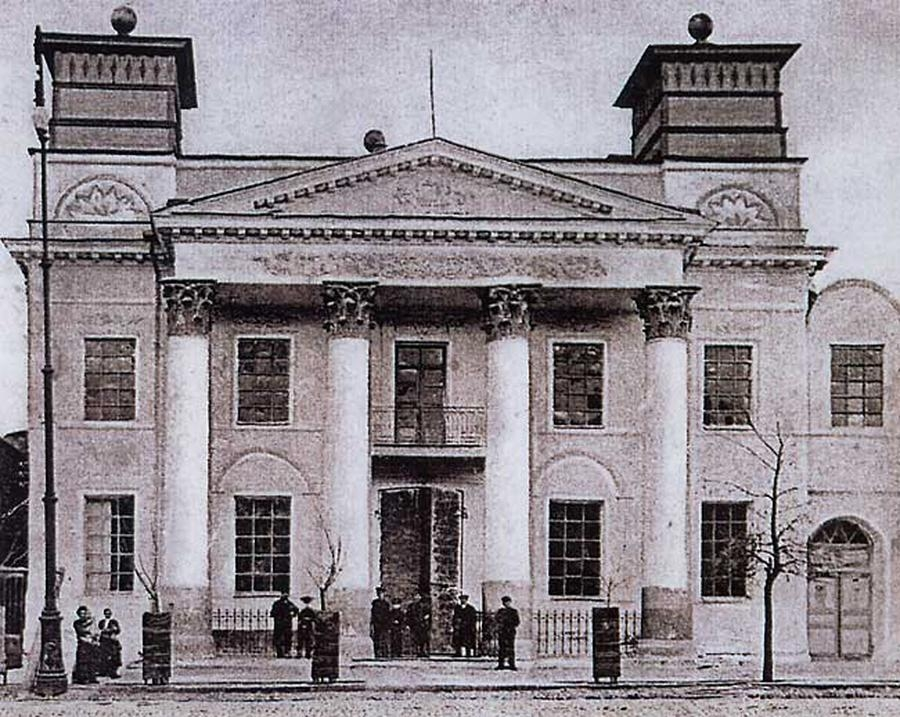
La sinagoga della Rosa d'Oro all'inizio del XX secolo

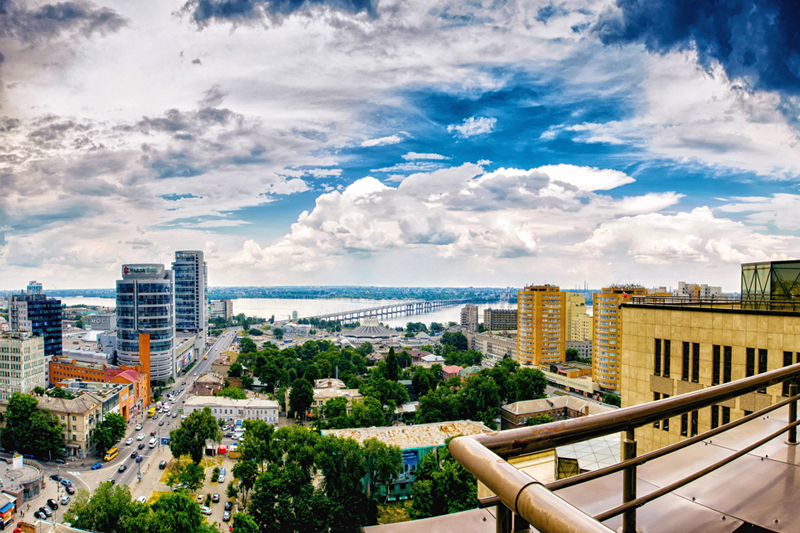
Panorama da una torre del centro sulla città

La comunità ebraica a Dnipro è sempre stata una delle più importanti nel Paese, con quelle di Kiev, Leopoli e Odessa. Durante il periodo dell'Unione Sovietica non attraversò un periodo favorevole ma con la sua fine ha ripreso il suo ruolo che gli veniva dal decreto di Caterina II di Russia che concedette alla comunità locale uno dei primi status ufficiali dell'impero. Verso la fine del XIX secolo la comunità contava circa 41 000 persone, appartenenti a tutti i ceti sociali. La prima sinagoga in città venne costruita in legno, ma venne distrutta da un incendio. Nel 1833 fu costruita la grande sinagoga della Rosa d'Oro e sino alla rivoluzione di ottobre si arrivò ad un totale di oltre 40 sinagoghe.
Il grande centro è stato inaugurato il 16 ottobre 2012 alla presenza del rabbino capo sefardita di Israele Shlomo Amar, del ministro dell'Informazione e della diaspora israeliana Yuli-Yoel Edelstein e di numerose altre personalità in rappresentanza di istituzioni ucraine ed internazionali.
Durante l'invasione russa dell'Ucraina del 2022 il centro Menorah ha accolto molti sfollati dalle zone di battaglia.

## Descrizione
La grande struttura si trova nella terza città ucraina per dimensione, nel suo centro storico sulla sponda destra del fiume Dnepr vicino al ponte Centrale. Il complesso ha 7 torri, rispettando così la simbologia ebraica della Menorah, e la parte più importante del complesso è la sinagoga della Rosa d'Oro, risalente alla prima metà del XIX secolo. Vi si trovano inoltre un albergo, un ostello, una sala per concerti, una galleria, un ristorante ebraico, un museo dedicato alla storia ebraica e all'Olocausto in Ucraina e un centro affari. Viene visitato da oltre 40 000 persone ogni giorno.